# Lohra
Lohra település Németországban, Hessen tartományban. Lakosainak száma 5674 fő (2023. december 31.). Lohra Weimar (Lahn), Fronhausen, Lollar, Wettenberg, Biebertal, Bischoffen és Gladenbach községekkel határos.

## Népesség
A település népességének változása:
| Lakosok száma | 5436 | 5431 | 5510 | 5597 | 5674 |
|               | 2017 | 2019 | 2021 | 2022 | 2023 |